# Mariama Signaté
Mariama Camara Signaté (født 22. juli 1985 i Dakar, Senegal) er en fransk håndboldspiller, der spiller for Érdi VSE og for det franske kvindelandshold. Hun har tidligere spillet for Issy Paris Hand, Toulon Saint-Cyr Var Handball og Fleury Loiret HB.
Hun deltog ved VM i håndbold 2009 i Kina, hvor Frankrig vandt sølv.